# Goodnews (rivière)
Pour les articles homonymes, voir Goodnews.
La rivière Goodnews est un cours d'eau d'Alaska, aux États-Unis situé dans la région de recensement de Bethel.

## Description
Longue de 60 milles (97 km), elle prend sa source dans le lac Goodnews, et coule en direction du sud-ouest vers Goodnews Bay.
Son nom eskimo était Kwihcherak ce qui signifie petite rivière.

## Sources
- (en) « Goodnews (rivière) », Geographic Names Information System